# Asparagus yanbianensis
Asparagus yanbianensis är en sparrisväxtart som beskrevs av Sing Chi Chen. Asparagus yanbianensis ingår i släktet sparrisar, och familjen sparrisväxter. Inga underarter finns listade i Catalogue of Life.